# Cathy Ferguson
Cathy Jane Ferguson, po mężu Brennan (ur. 17 lipca 1948 w Stockton) – amerykańska pływaczka. Dwukrotna złota medalistka olimpijska z Tokio.
Specjalizowała się w stylu grzbietowym i w Tokio triumfowała na dystansie 100 metrów. Drugie złoto zdobyła w sztafecie 4 × 100 m zmiennym. Miała wówczas szesnaście lat. Biła rekordy świata.

## Starty olimpijskie (medale)
Tokio 1964
- 100 m grzbietem, 4 × 100 m zmiennym –  złoto